# Zabłocie (hromada Zabłocie)
Zabłocie (ukr. Заболоття) – obecnie osiedle typu miejskiego na Ukrainie w rejonie kowelskim obwodu wołyńskiego.
Do 2020 w rejonie ratnieńskim.

## Historia
Miejscowość wzmiankowana po raz pierwszy w 1501 r.
W II Rzeczypospolitej miejscowość była siedzibą gminy wiejskiej Zabłocie w powiecie kowelskim województwa wołyńskiego.
Przed II wojną światową w pobliżu Zabłocia leżało wiele niewielkich przysiółków i chutorów, tj. Bystradź, Dubriwka, Hać, Hołubie, Hora, Horbacha, Jaźwiny, Kińskie, Kornyk (Kurnik), Podłysok, Prochid, Prożyłka, Skołohy, Świżarnie, Trawycia, Wałok i Wost, które obecnie albo już nie istnieją albo zostały przyłączone do miejscowości.
Podczas II wojny światowej Niemcy założyli tu obóz pracy dla żydowskich rzemieślników z Wyżwy Nowej. Obóz zlikwidowano 9 stycznia 1943 roku rozstrzeliwując 101 więźniów.
W 1989 liczyło 4476 mieszkańców.
W pobliżu miejscowości znajduje się stacja kolejowa i białorusko-ukraińskie przejście graniczne Chocisław-Zabłocie.